# Rafael López Rueda
Rafael López Rueda (Barcelona, 25 de setembre de 1976) és un sociòleg i polític català, diputat al Parlament de Catalunya en les VII, VIII, IX i X legislatures.

## Biografia
Llicenciat en sociologia. De 2000 a 2001 va començar la seva carrera laboral al tercer sector en l'Associació per a la Reinserció de Dones. Des de 2001 ha estat assessor del Grup Municipal del Partit Popular de Catalunya (PPC) a l'Ajuntament de Barcelona, ha estat secretari de Qualitat de Vida del Consell Nacional de la Joventut de Catalunya (2000-2001), director de comunicació de la campanya municipal de Barcelona (2003). De 2003 a 2005 fou president de Noves Generacions del Partit Popular de Barcelona.
Ha estat elegit diputat a les eleccions al Parlament de Catalunya de 2003, 2006, 2010 i 2012. De 2006 a 2010 ha estat vicepresident de la Mesa de la Comissió sobre les Polítiques de Joventut del Parlament de Catalunya. En 2012 es va retirar temporalment a causa d'un càncer, i quan el va superar es va reincorporar al seu escó.
En l'actualitat és soci de la consultora 7-50 Strategy i col·laborador de diversos mitjans de comunicació i tertúlies de Catalunya com El Món a RAC1, El Debat de la 1 (TVE), El Vespre 24 (TVE), El Matí de Ràdio 4, Bàsics (Betevé), Al Rojo Vivo (La Sexta) i Tot es Mou (TV3).